# Franz Gabl
Franz Gabl (Sankt Anton am Arlberg, 29 december 1921 – Bellington, 23 januari 2014) is een Oostenrijks alpineskiër.

## Carrière
Franz Gabl begon zijn carrière als schansspringer. Zo werd hij in 1935 kampioen van Tirol bij de jeugd en een jaar later Oostenrijks kampioen bij de jeugd in die discipline. Tijdens Wereldoorlog II raakte Gabl verschillende keren gewond en moest hij een tijd lang in Russische werkkampen doorbrengen. Na de oorlog werd hij skiër en toen hij in 1947 een belangrijke wedstrijd won in Seefeld, werd hij geselecteerd voor de Oostenrijkse nationale skiploeg. Op de Olympische Winterspelen van 1948 in het Zwitserse Sankt Moritz pakte hij de zilveren medaille in de afdaling. Het seizoen 1948-1949 miste hij grotendeels door blessures, het seizoen daarop was zo ontgoochelend dat Gabl besloot zijn skicarrière stop te zetten. Zijn laatste grote wedstrijden skiede hij op het WK van 1950 in Aspen, in de Verenigde Staten. Na het toernooi besloot hij in de Verenigde Staten te blijven wonen. Hij zou nog twee keer naar de Olympische Winterspelen terugkeren, in 1952, als coach van de Canadese vrouwenploeg, en in 1956, nu als coach van de Canadese mannenploeg.
Franz' nichtje Gertrud Gabl was ook een gevierd skiester. Zo won ze in 1969 de algemene wereldbeker en deed ze tweemaal mee aan de Olympische Winterspelen. In 1976 kwam ze echter tragisch om het leven toen ze werd bedolven onder een lawine.

## Resultaten

### Olympische Spelen
| Jaar | Plaats       | Resultaten |
| ---- | ------------ | ---------- |
| 1948 | Sankt Moritz | Afdaling   |